# Mullus
Mullus là một chi cá nhiệt đới thuộc họ cá phèn trong bộ cá vược với nhiều loài cá trong chi phân bố ở Tây Nam Đại Tây Dương và đến bờ biển Nam Mỹ, kể cả Địa Trung Hải và Biển Đỏ

## Các loài
Chi này gồm các loài sau đây:
- Chi Mullus
  - Mullus argentinae Hubbs & Marini, 1933: Cá phèn Argentina
  - Mullus auratus Jordan & Gilbert, 1882: Cá phèn đỏ
  - Mullus barbatus Linnaeus, 1758: Cá đối đỏ
    - Mullus barbatus barbatus Linnaeus, 1758.
    - Mullus barbatus ponticus Essipov, 1927.

  - Mullus surmuletus Linnaeus, 1758: Cá đối đỏ sọc